# Търбовле
Търбо̀вле (на словенски: Trbovlje, произношение по МФА: [təɾˈbɔ̀ːwljɛ]) е деветият по големина град в Словения и център на Община Търбовле. Намира се в долина около ръкав на река Сава в централно-източна Словения.

## Име
Търбовле е споменато в писмени източници от 1220 – 1230 г. като Трефул (и Тревюл и Тревол през 1265 – 1267 г., Триуела през 1302 г., Трифеул през 1325 г., Триуеал през 1330 г. и Триуел през 1424 г.). Името представлява женски род на множествено съществително на стандартен словенски, но в местните диалекти се приема за неутрално прилагателно от среден род. Това показва, че името произхожда от село *Trěbovľe (буквално „Требовле“), отнасящо се до по-ранните му жители. В миналото немското му име е Трифаил (на немски: Trifail).

## История
Добивът на въглища започва в Букова гора (на словенски: Bukova gora) южно от града през 1804 г. Градът е свързан с австрийската южна железопътна линия през 1849 г., което допринася за бъдещото му развитие. През XIX век в Търбовле са построени циментов завод, завод за механични сепаратори, дъскорезница и електроцентрала.
Лошите социални условия в Търбовле водят до няколко стачки на миньорите и градът става център на лявото движение и комунистическа агитация. На 1 юни 1924 г. се състои сблъсък между работниците и членове на Организацията на югославските националисти, вследствие на което има по две жертви от всяка страна. През 1934 г. миньорите организират седяща стачка в мината.

### Втората световна война
По време на Втората световна война Търбовле заедно с останалата част от Долна Стирия е анексирана от Третия райх. Въгледобивната мина и другите предприятия са особено важни за немските власти и в началото това намалява безработицата в града и увеличава заплатите. Това води до нарастваща подкрепа за новия режим. Създава недоволство това, че са арестуваните словенци или са изпратени в изгнание през август 1941 г. Вследствие на тези и други репресивни мерки около 90% от населението е настроено срещу режима до 1944 г.

### Масови гробища
Масовото гробище (на словенски: Grobišče na opuščenem pokopališču), свързано с Втората световна война, се намира в бившето гробище в северната част на града. Познато е още като Градското парково масово гробище (Grobišče Mestni park) и съдържа останките на около 30 немски войници.

## Култура
Музеят Търбовле е известен с богатата си колекция от артефакти, свързани с миньорската история. Словенската индъстриъл група „Лайбах“ също произлиза от Търбовле.
Търбовленската студентска организация (на словенски: Klub trboveljskih študentov) организира разнообразни събития.

## Икономика
Търбовле е известно с дългата си въгледобивна история. То е известно и с местната електрическа централа, където се намира най-високият комин на територията на Европейския съюз.

## Храмове и църкви
На територията на Търбовле се намират два римокатолически храма – търбовленските храмове „Св. Мартин“ и „Св. Мария“. И двата принадлежат към целската епархия.